# 洪尼·阿科斯塔
洪尼·阿科斯塔（西班牙語：Jhonny Acosta，1983年7月21日—），哥斯达黎加男子足球运动员，司职后卫。他曾代表哥斯达黎加参加2014年和2018年国际足联世界杯，其中2014年世界杯进入八强，2018年世界杯则止步小组赛阶段。